# Viburnum laterale
Viburnum laterale är en desmeknoppsväxtart som beskrevs av Alfred Rehder. Viburnum laterale ingår i släktet olvonsläktet, och familjen desmeknoppsväxter. Inga underarter finns listade i Catalogue of Life.